# Morarano Gare
Pour les articles homonymes, voir Morarano.
Morarano Gare est une commune urbaine malgache située dans la partie centre-sud de la région d'Alaotra-Mangoro. Elle appartient au district de Moramanga, et se trouve à 30 km du chef-lieu de celui-ci, sur la route nationale 44 (RN 44) vers Ambatondrazaka. Elle est limitée administrativement :
- Au nord, par les Communes rurales de Fierenana et d'Amboasary Gare ;
- Au sud, par la Commune Rurale d'Ambohibary ;
- À l'est, par les Communes Rurales d'Andasibe et d'Ambatovola ;
- À l'ouest, par les Communes Rurales de Mandialaza et d'Antaniditra.

La commune est composée de 7 Fokontany : Marofody, Morarano Gare, Ambohidray, Sakalava, Marovoay, Ambohibolakely, Androfia.

## Liste des villages par Fokontany
Fokontany Morarano gare : Ankanoatra, Andrindra, Ambohimanatrika, Ambohibary, Tanambaokely, Androfiakely, Manakana Nord, Fierenana, Analatelo, Sahandranondro, Ambodimandresy, Analavao, Anosiboribory, Tsaratanana, Ilampy, Antanambao, Sarotriva, Raboana, Betsipolotra, Betsipolotra Antoby, Ambinanindrano.
Fokontany Marovoay : Avaratriniala, Betatamo, Fanombaza, Marojiro, Antanimboanjo, Analambolo, Mahajery, Tsarahonenana.
Fokontany Ambohibolakely : Manarina, Manakana Sud, Sahaendrana, Ambohibao.
Fokontany Androfia : Ambatomanitra, Mahadiova, Mahajery, Ambohitsimeloka.
Fokontany Sakalava : Sakalava Ambony, Sakalava Ambany, Nangaranana, Antsalohy.
Fokontany Marofody : Amboarabe, Ambodifany, Felana, Analamaniry.
Fokontany Ambohidray : Ankona, Ambodiravina, Ambohimanja, Morafeno, Andreba, Ampandrana.

## Démographie
Selon le dernier recensement en avril 2014, la commune compte 19 275 habitants. La population est composée à 80 % de Bezanozanos, caractérisant la valeur socio-culturelle de la commune. Les autres ethnies telles que les Merinas, Betsileos, Betsimisarakas, Antandroy, Sihanaka se partagent les 20 % restants.